# Arucitys
Arucitys va ser un programa de televisió català produït per Aruba Produccions i emès en 8tv de dilluns a divendres de 14.00 a 17.00 hores. L'espai estava presentat per Alfons Arús.
El programa estava dividit en diverses seccions com la Cortelera (Coctelera del cor) i la Teletúlia (en aquesta secció critiquen els programes que es van emetre en el dia anterior i les seves audiències), que són les que més temps es van emetre. A més d'aquestes dues, apareixien altres seccions que tractaven temes i àmbits diferents.
L'any 2012, va rebre el Premi Ondas en la categoria Millor programa emès per cadenes no nacionals.
El 22 de juny de 2018 es va emetre l'últim programa després de 16 temporades i 3.380 episodis.

## Història
Arucitys va començar a emetre's el 2002 que des de llavors la cadena que ho emet es deia City TV. En la seva primera temporada va acumular uns 101.000 espectadors i un 4,6% de share. Temporada rere temporada va anar pujant fins a la 6a temporada que va començar a tenir menys espectadors. La seva audiència màxima de la seva història en el programa va ser en un programa de la desena temporada acumulant 570.000 espectadors i un 15,8% de share.
El 21 de març de 2018, es va anunciar la seva marxa de 8tv després de 16 temporades per a fitxar per Atresmedia. El programa successor, anomenat Aruser@s (Arusitys en la seva primera temporada), segueix el deixant d' Arucitys en La Sexta.

## Equip Tècnic[3]
- Producció: Luna Rossa Produccions
- Direcció: Alfons Arús i Àngie Càrdenas

### Presentador
- Alfons Arús, tots els dies laborals

### Col·laboradors[4]

#### A totes les seccions
- (2014-2018) Maria Moya, periodista
- (2014-2018) Patricia Benítez, col·laboradora en xarxes socials

#### Cortelera
En aquesta secció es parla de les polèmiques, els rumors i les notícies del món de la crònica social. Col·laboren:
- (2002-2014;2015-2018) Ángie Càrdenas, periodista
- (2008- 2017) Marta Altarriba, periodista de la revista Lecturas. Anteriorment va treballar en Europa Press
- (2009-2018) Rebeca Rodríguez, periodista
- (2010-2018) Laura Fa, periodista de l'agència Korpa
- (2011-2018) Lorena Vázquez, periodista catalana de l'agència Europa Press
- (2012-2017) David Ruiz, periodista de la revista ¡QMD! i Diez minutos
- (2012-2018) Andrés Guerra, periodista de Vanity Fair i Love
- (2014-2018) Laura Lago, reportera de Sálvame

#### Teletúlia
En aquesta secció critiquen els programes que es van emetre en el dia anterior i les seves audiències. Col·laboren:
- (2002-2014;2015-2018) Ángie Càrdenas, periodista
- (2002-2018) Víctor Amela, periodista, crític de televisió i escriptor de La Vanguardia
- (2002-2018) Óscar Broc, periodista i crític de televisió i cinema. Germà de David Broc
- (2002-2018) David Broc, crític de televisió i música. Germà d'Óscar Broc
- (2002-2018) Joan Spin, periodista i crític de televisió.
- (2002-2018) Andrés Torres, humorísta i monologuísta (Diario de un Cuarentón)
- (2009-2018) Rebeca Rodríguez, periodista
- (2014-2018)  Rocco Steinhauser,
- (2016-2017) Manel Ferrer, locutor de ràdio de RNE i crític de televisió
- (2016-2018) Mireia Canalda. model
- (2016-2017) Alexia Herms. Experta en xarxes socials.
- (2016-2017) Natalia de Masterchef. Secció de cuina "La flor y la nata".
- (2016-2018) Ricky García. Periodista especialitzat en televisión i director del portal televisiu Yotele.

#### 'Méteo'
- (2012-2018) Mònica Usart, meteoròloga de 8TV, RAC105 i RAC1

#### Si yo fuera Ricou
En aquesta secció es donen consells sobre quines activitats d'oci realitzar i llocs interessants als quals acudir. Col·labora:
- (2005-2018) Xavier Ricou, periodista de la Vanguardia, redactor de l'anterior revista Bojeries al poble, prèviament portava la secció SucceSos

#### Frases lapidàries
En aquesta secció, els tertulians trien la frase lapidària de la televisió de tota la setmana, entre les més triades, estan les d'Octavio Aceves i Sandro Rey.
- (2002-2018) Víctor Amela, periodista, crític de televisió i escriptor de La Vanguardia
- (2002-2018) Óscar Broc, periodista i crític de televisió i cinema. Germà de David Broc
- (2002-2018) David Broc, crític de televisió i música. Germà d'Óscar Broc
- (2002-2018) Joan Spin, periodista i crític de televisió de pare ucraïnès i mare espanyola
- (2002-2018) Andrés Torres, humorista i monologuista de Diario de un cuarentón
- (2011-2018) Laura Fa, periodista
- (2012-2018) Mònica Usart, meteoròloga
- (2009-2018) Rebeca Rodríguez, periodista
- (2014-2018) Rocco Steinhauser,

#### Arucinants
Secció semblant a l'anterior. Es comenten vídeos curts sobre curiositats i fets estranys i de tota mena de gent de tot el món.
També hi ha un sistema de vots ja sigui en directe pels tertulians com, a partir del seu portal web, per al públic.

#### Imbècil del dia
Secció que té molts punts en comú amb Arucinants. En aquesta es comenten vídeos curts sobre ximpleries, caigudes, errors previsibles, etc.
Mateix sistema de vot que el ja comentat.

#### Els millors apps
Les millors apps. Montse Vidal, periodista tant de televisió com de ràdio, porta totes les novetats sobre les aplicacions que poden gaudir els usuaris i seguidors de la tecnologia.

#### Esports d'aventura
Araceli Segarra, famosa alpinista, ens porta novetats i notícies sobre l'esport de risc

## Antics col·laboradors
- (2005-2009) Joana Morillas, periodista
- (2007-2008) Àlex Salgado, comediant
- (2007-2012) Mònica Planas, periodista i crítica de televisió. Escriu crítica esportiva a La Vanguardia
- (2002-2013) Santi Meifrén, periodista
- (2013-2014) Josep Lluís Ibañez Ridao, periodista
- (2005-2013)  Mónica Palenzuela, periodista
- (2014-2015) Sergi Mas, periodista i actor

## Audiències
| Temporada(s) | Període                              | Espectadors | Share (%) |
| ------------ | ------------------------------------ | ----------- | --------- |
| 1            | Gener 2005 - Juny 2006               | 101.000     | 4,6%      |
| 2            | Agost 2006 - Gener 2007              | 120.000     | 5,4%      |
| 3            | Març 2007 - Juliol 2007              | 128.000     | 5,7%      |
| 4            | Setembre 2007 - Febrer 2008          | 135.000     | 5,9%      |
| 5            | Abril 2008 - Octubre 2008            | 137.000     | 6,1%      |
| 6            | Novembre 2008 - Març 2009            | 129.000     | 5,8%      |
| 7            | Abril 2009 - Agost 2009              | 115.000     | 5,1%      |
| 8            | Setembre 2009 - Maig 2010            | 112.000     | 4,9%      |
| 9            | 23 d'agost de 2010 - Maig 2011       | 127.000     | 5,8%      |
| 10           | Setembre 2011 - Juliol 2012          | 122.000     | 5,3%      |
| 11           | Setembre 2012 - Juliol 2013          | 117.000     | 5,1%      |
| 12           | Setembre de 2013 - Juliol 2014       | 125.000     | 5,5%      |
| 13           | Setembre de 2014 - Juliol 2015       | 130.000     | 5,8%      |
| 14           | Setembre de 2015 - 15 de juliol 2016 |             |           |
| 15           | 29 d'agost de 2016 - Juliol de 2017  |             |           |
| ?            | Mitjana Provisional                  | —           | —         |